# Giera, Timiș
Giera (sârbă Ђир/Đir, germană Gier, Kier, maghiară Gyér) este satul de reședință al comunei cu același nume din județul Timiș, Banat, România. Se află pe Calea ferată Jebel-Giera.